# Gol Bodāgh
Gol Bodāgh (persiska: گل بداغ) är en ort i Iran.   Den ligger i provinsen Zanjan, i den nordvästra delen av landet, 300 km väster om huvudstaden Teheran. Gol Bodāgh ligger 1 839 meter över havet och antalet invånare är 128.
Terrängen runt Gol Bodāgh är kuperad norrut, men söderut är den platt.Runt Gol Bodāgh är det ganska glesbefolkat, med 47 invånare per kvadratkilometer. Närmaste större samhälle är Zarrīnābād, 16,2 km sydost om Gol Bodāgh. Trakten runt Gol Bodāgh består i huvudsak av gräsmarker.